# Ulrico Girardi
Ulrico Girardi (ur. 3 lipca 1930 w Cortinie d’Ampezzo, zm. 18 grudnia 1986 tamże) – włoski bobsleista, srebrny medalista igrzysk olimpijskich.

## Kariera
Największy sukces w karierze Ulrico Girardi osiągnął w 1956 roku, kiedy wspólnie z Eugenio Montim, Renzo Alverą i Renato Mocellinim zajął drugie miejsce w czwórkach podczas igrzysk olimpijskich w Cortinie d’Ampezzo. Był to jego jedyny start olimpijski. Nigdy nie zdobył medalu na mistrzostwach świata, nie osiągnął też kolejnego sukcesu na arenie międzynarodowej. W 1954 roku został mistrzem kraju, a w 1955 roku zajął trzecie miejsce.